# John Flamsteed
John Flamsteed [džón flémstid], FRS, angleški astronom, * 19. avgust 1646, Denby, grofija Derbyshire, Anglija, † 12. januar 1719, Greenwich pri Londonu, Anglija.

## Življenje in delo
Flamsteed je študiral na svobodni šoli v Derbyju in na Univerzi v Cambridgeu. Bil je prvi kraljevi astronom in leta 1675 ustanovitelj Kraljevega observatorija Greenwich. Postal je tudi njegov prvi predstojnik.
Julija 1662 se je navdušil nad Sacroboscovim delom O krogli sveta (De sphaera mundi) iz okoli leta 1230. 12. septembra 1662 je prvič opazoval delni Sončev mrk. Avgusta 1665 je napisal svoj prvi članek iz astronomije z naslovom Mathematical Essays, kjer je obravnaval konstrukcijo, rabo in izdelavo astronomskega kvadranta. Članek je vseboval tudi razpredelnice zemljepisnih dolžin Derbyja.
4. marca 1675 je Flamsteed s kraljevim pooblastilom postal »kraljevi astronomski opazovalec« - prvi britanski kraljevi astronom z letnim dohodkom 100 £. Leta 1676 je začel z opazovanji, ki so popravila veliko napak v dotedanjih astronomskih razpredelnicah in so pripomogla k razvitju sodobne praktične astronomije. Na Kraljevem observatoriju je živel do leta 1684, ko je poleg službe kraljevega astronoma začel opravljati dolžnost duhovnika v župniji Burstow v Surreyju.
Njegovo glavno delo je zvezdni atlas Nebesni atlas (Atlas coelestis), prva zvezdna karta dobe daljnogledov. Izdala ga je njegova žena leta 1729 s pomočjo Josepha Crosthwaita in pomočnika Abrahama Sharpa, ki sta bila odgovorna za tehnično plat. Leta 1725 je posmrtno izšel njegov zvezdni katalog Historia coelestis Britannica. V njej je bilo več kot 3000 leg zvezd, kar je bilo več kot kdajkoli dotlej. V obeh delih je objavil rezultate svojih točnih opazovanj zvezd. Njegova opazovanja Lune so prispevala podatke, ki so potrdila Newtonovo teorijo gravitacije. Večkrat je opazil planet Uran, najprej decembra 1690, vendar ga je zamenjal za zvezdo in ga katalogiziral kot 34 Bika (34 Tau).

## Priznanja
Februarja 1676 so ga izbrali za člana angleške Kraljeve družbe iz Londona.

### Poimenovanja
Po njem se imenuje krater Flamsteed na Luni in asteroid glavnega pasu 4987 Flamsteed.